# 埃兰 (瓦朗谢讷区)
埃兰（法語：Hérin，法語發音：[eʁɛ̃]）是法国上法兰西大区北部省的一个市镇，位于该省东南部，属于瓦朗谢讷区。

## 地理
埃兰（50°21'16"N, 3°27'9"E）面积4.48 平方千米，位于法国上法蘭西大區北部省，该省份为法国最北部的省份及最长的省份，西北濒北海，西接加来海峡省，南至埃纳省和索姆省，东与比利时接壤。
与埃兰接壤的市镇（或旧市镇、城区）包括：赖姆、拉桑蒂内勒、瓦莱尔斯、瓦夫勒尚苏德南、欧布里迪埃诺、贝兰、瓦西、普鲁维、鲁维尼。

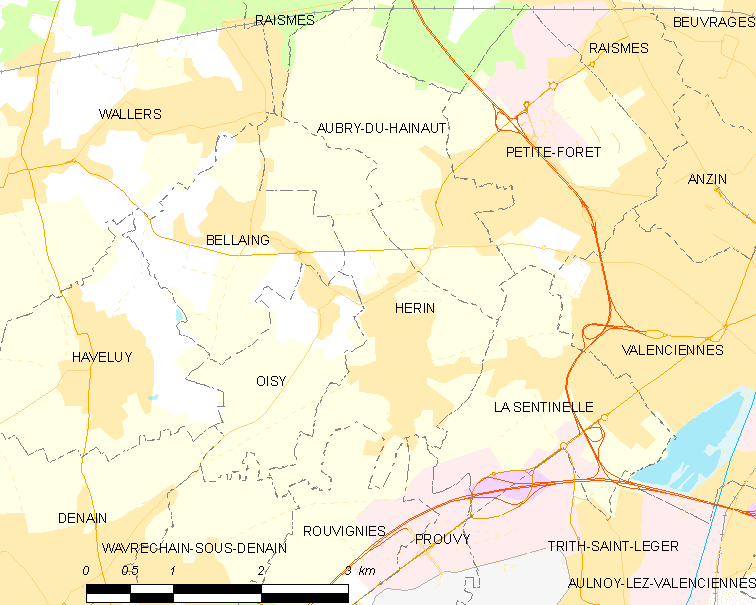
的OSM定位图

埃兰的时区为UTC+01:00、UTC+02:00（夏令时）。

## 行政
埃兰的邮政编码为59195，INSEE市镇编码为59302。

## 政治
埃兰所属的省级选区为欧努瓦莱瓦朗谢讷县。

## 人口

1962-2008年间人口变化图示

埃兰于2022年1月1日时的人口数量为4176人。